# بني سويف (مدينة)
بني سويف، هي مدينة العاصمة في محافظة بني سويف. تقع المدينة على بعد 115 كيلومتر (71 ميل) جنوب القاهرة في مصر.كما أنها مدينة جميلة جداً

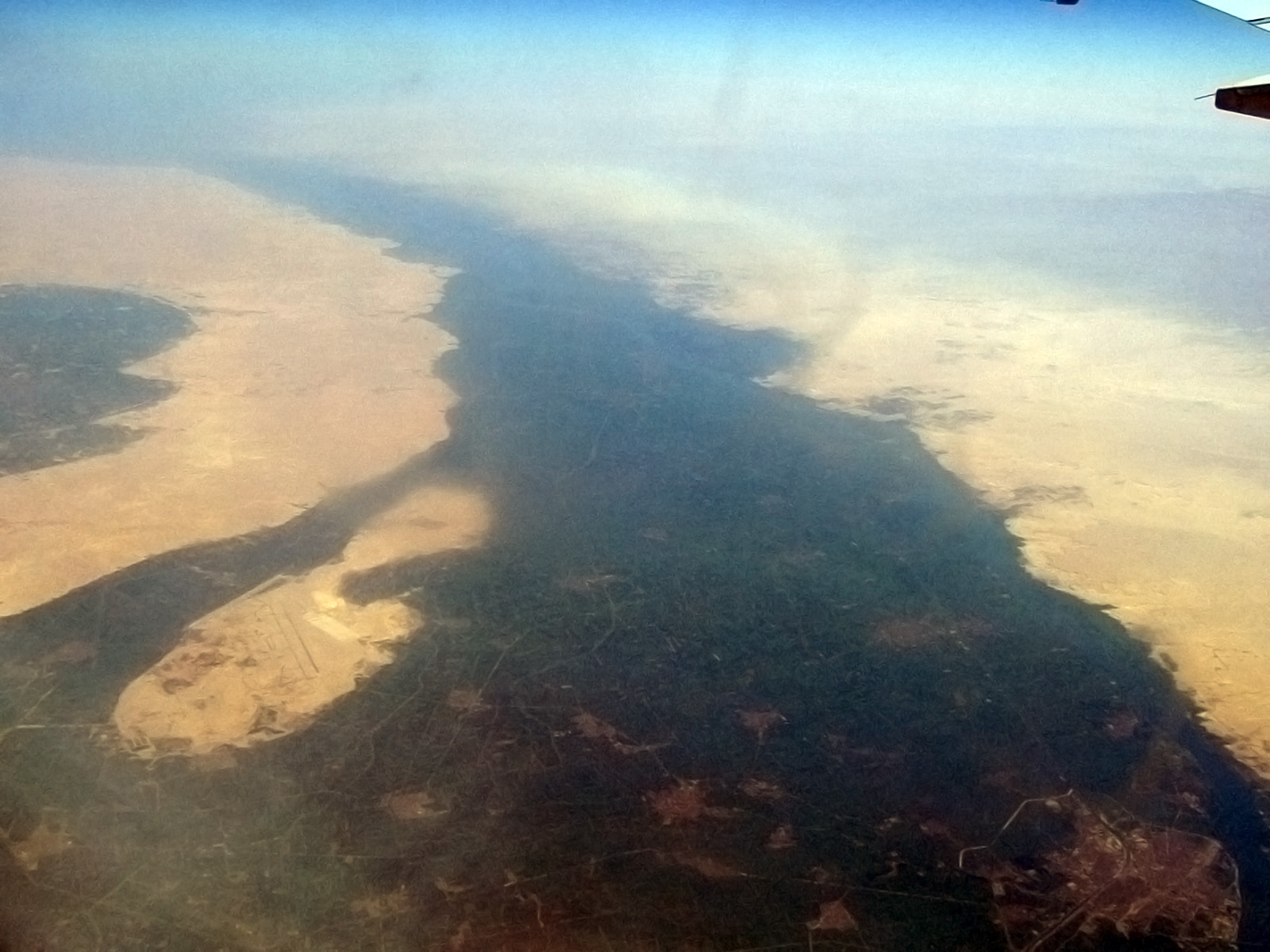
بني سويف بالقمر الصناعي

## تاريخ

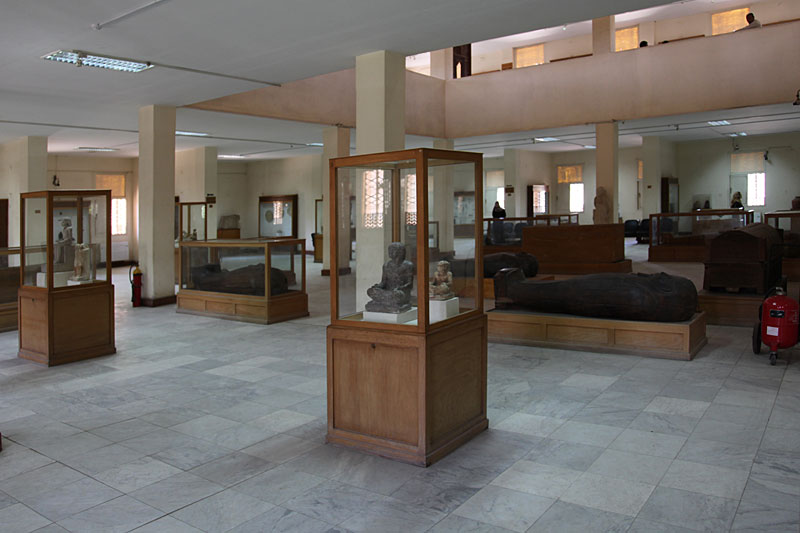
متحف الآثار ببني سويف

تم تأسيس المدينة عام 2240 قبل الميلاد تقريبا،
و كانت تسمى بوفيسيا واستخدمها حكام إهناسيا كميناء على النيل لمدينة إهناسيا ومنتزه لهم أيضاً لما تتمتع به من جمال المنظر .

## التعليم
- 26 مدرسة رياض أطفال
- 34 مدرسة ابتدائية
- 17 مدرسة إعدادية
- 8 مدارس ثانوية (تعليم عام)
- 13 مدرسة ثانوية (تعليم فني)

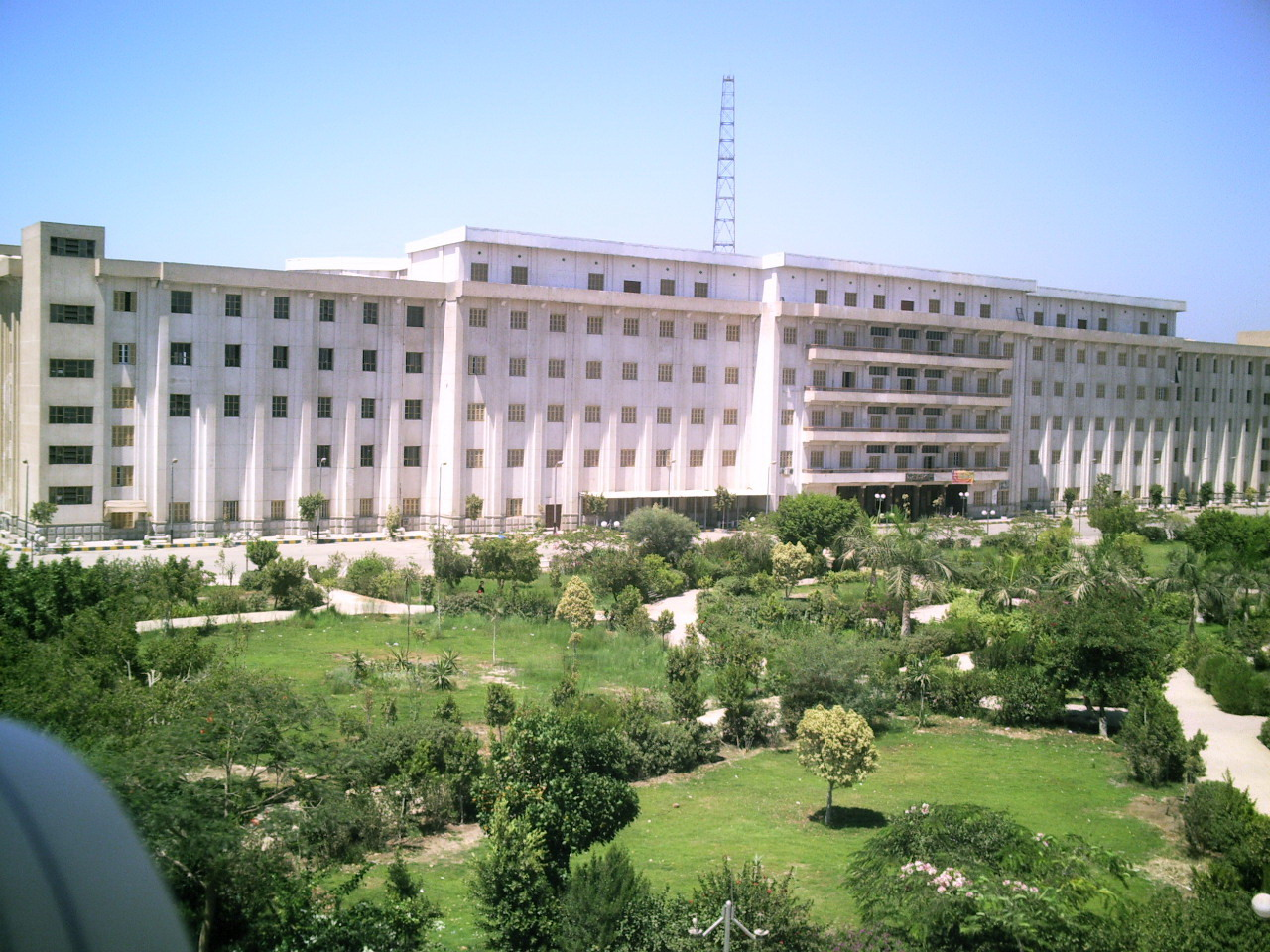
جامعة بني سويف

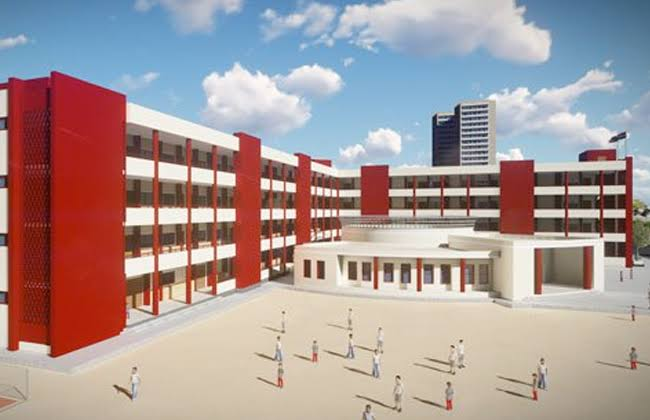
المدرسة اليابانية ببني سويف

- جامعة بني سويف المنشئة عام 2005 وتضم 30 كلية.
- جامعة النهضة خاصة.
- فرع الجامعة العمالية.

## الاقتصاد

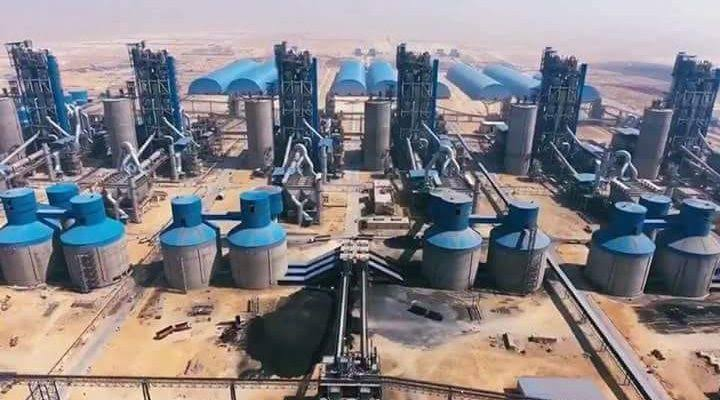
مصنع الإسمنت ببني سويف

بني سويف مركز زراعي مهم، وقد نشأت المدينة منذ نحو قرن وكانت قبلها قرية صغيرة، لتحتضن اليوم نحو 200 ألف نسمة.
تبلغ مساحة النشاط الصناعي بها 977 فدان .
المصانع المنتجة 65 مصنع، بميزانية تقدر ب 55 مليون جنيه، وتوفر 1.7 ألف فرصة عمل .
المصانع تحت الإنشاء 78 مصنع، بميزانية تقدر ب 250 مليون جنيه، وتوفر 2.2 ألف فرصة عمل .
وتتمثل الأنشطة الصناعية بالمدينة في :
- صناعات هندسية وكهربائية
- صناعات غذائية
- صناعات خشبية
- صناعات بلاستيكية
- صناعات ورقية
- صناعات غزل ونسيج
- صناعات مواد بناء
- صناعات معدنية وميكانيكية
- صناعات كيماوية وأدوية

اشتهرت المدينة بصناعة الكتان ولا زالت صناعات الغزل والنسيج تشكل جزءًا هامًا من اقتصاد المدينة، فتصنع منسوجات قطنية وسجاد. وبالمحافظة عدة محاجر ومصنع إسمنت. كما يوجد مصنع إلكترونيات ضخم بالمحافظة، تابع لشركة سامسونج .

## السكان

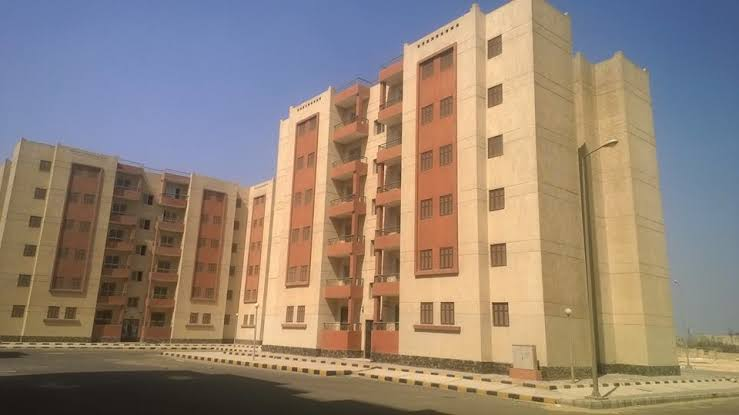
وحدات الاسكان الاجتماعي ببني سويف

يبلغ عدد سكان المدينة 233 ألف و 142 نسمة حسب إحصائية 2012، وتبلغ مساحة النشاط السكني للمدينة 1890 فدان مقسمة إلى مجموعة من الأحياء تشتمل على جميع مستويات الإسكان ( اقتصادي – متوسط – فوق متوسط – فاخر)
كما توفر هيئة المجتمعات العمرانية الجديدة قطع الأراضي السكنية للأفراد وأيضا للشركات الاستثمارية والمنتجعات السكنية وكذلك المشروعات الرائدة مثل مشروع إسكان مبارك ومشروع إسكان جمعية المستقبل ومشروعات الإسكان الحر والإسكان العائلي.
كما قامت الهيئة بإنشاء عدد 5296 وحدة سكنية منها عدد 2172 وحدة إسكان شباب ومستقبل، وذلك باستثمارات 122.7 مليون جنيه، وقد قام القطاع غير الحكومي بإنشاء عدد 7598 وحدة سكنية.

## المعالم

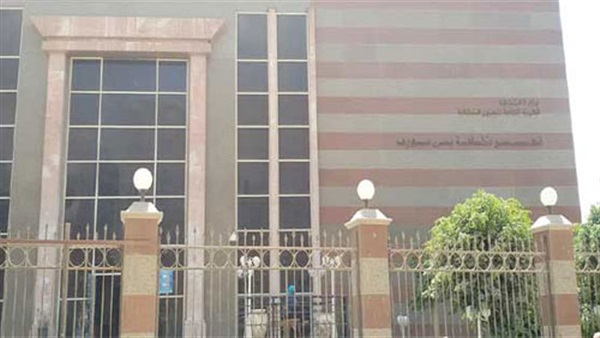
قصر الثقافة
كورنيش النيل
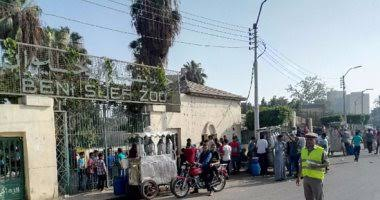
حديقة الحيوان
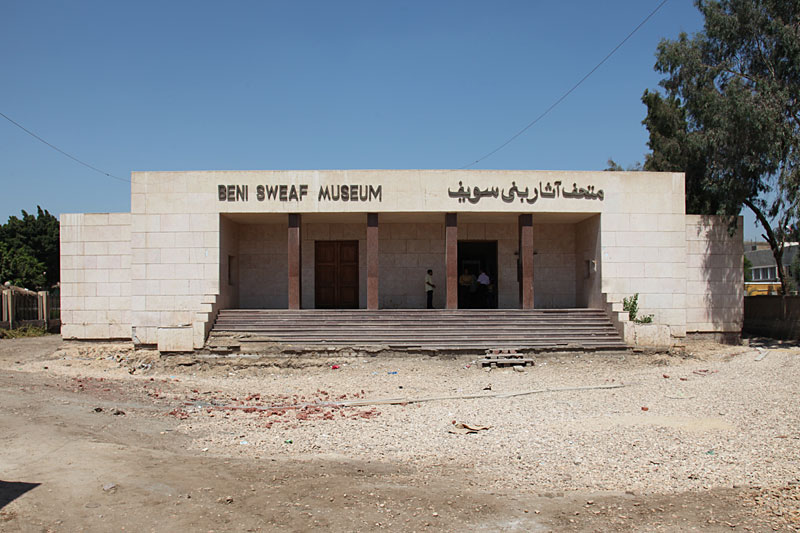
متحف الآثار
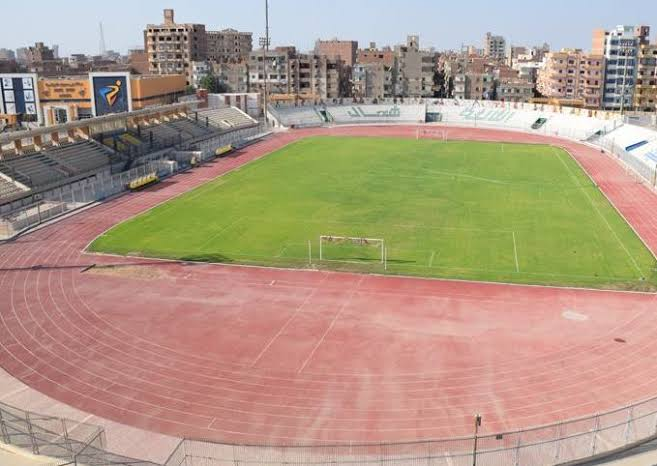
استاد بني سويف الرياضي
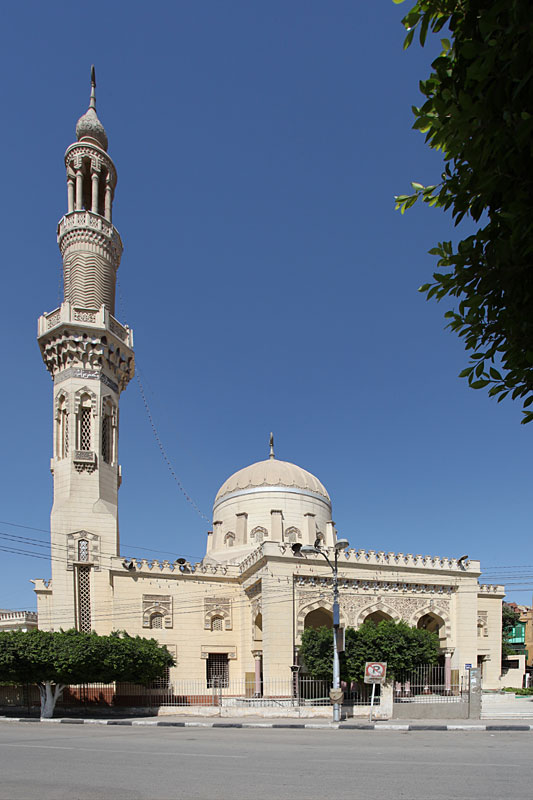
مسجد عمر بن عبد العزيز
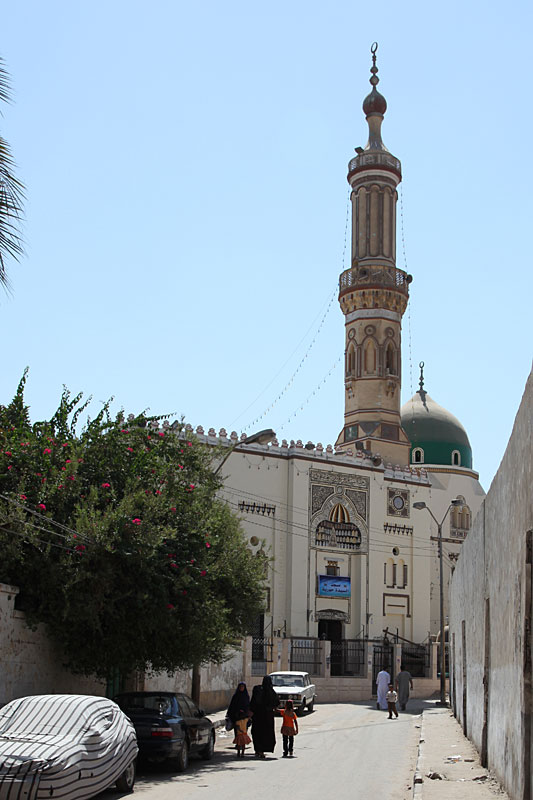
مسجد السيدة حورية
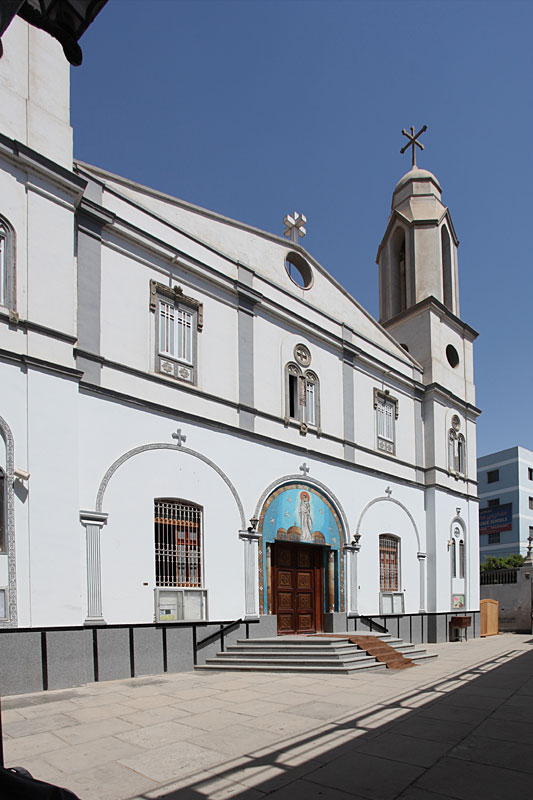
كنيسة مريم العذراء
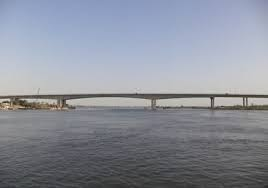
كوبري النيل
جامعة بني سويفجامعة بني سويف
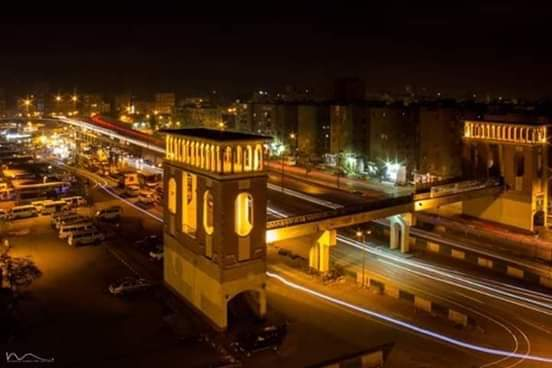
موقف محي الدين
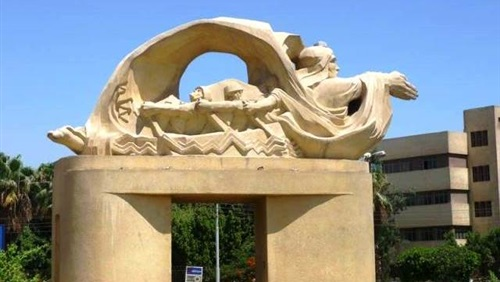
تمثال العبور
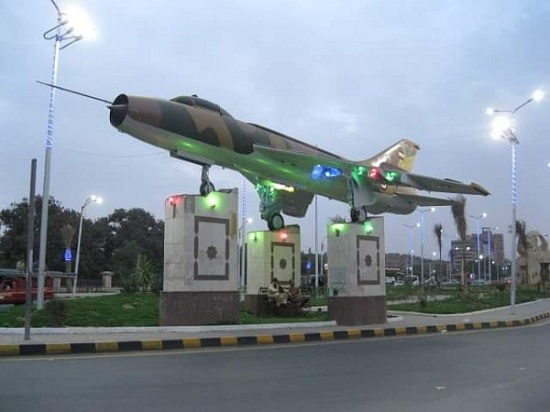
طائرة العبور الحربية
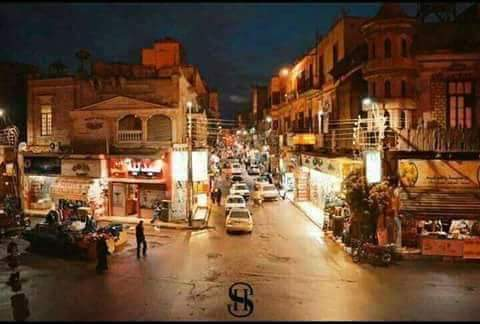
ميدان حارث
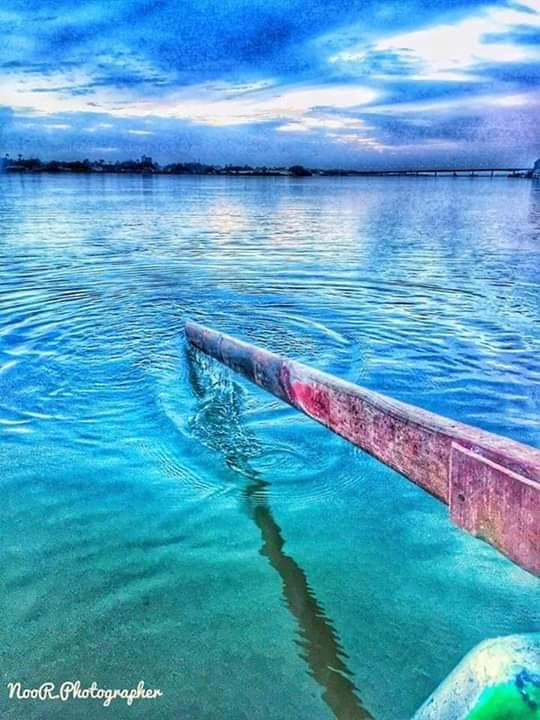
نهر النيل
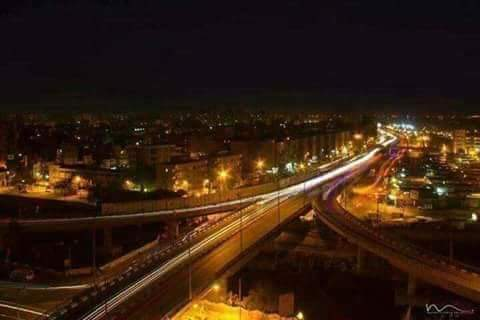
كوبري السادات
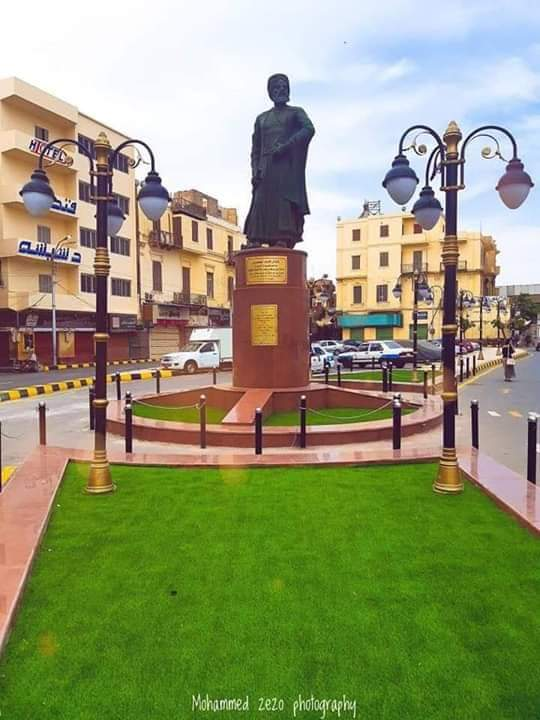
ميدان المحطة
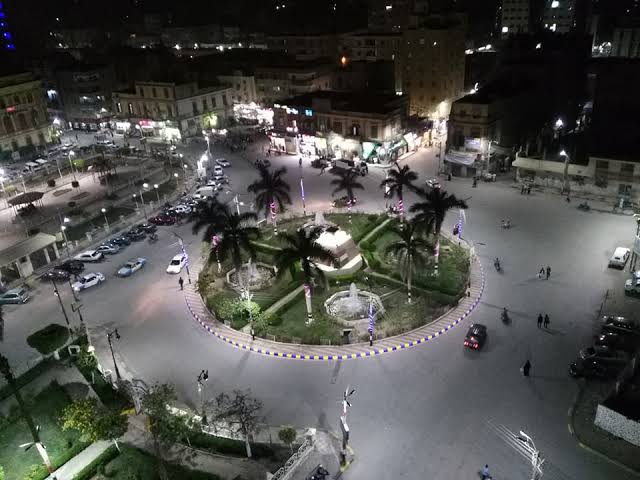
ميدان المديرية